# Lachnocnema
Lachnocnema is een geslacht van vlinders van de familie Lycaenidae, uit de onderfamilie Miletinae.

## Soorten
- L. bibulus (Fabricius, 1793)
- L. brimo Karsch, 1893
- L. busoga Bethune-Baker, 1906
- L. camerunica D'Abrera, 1980
- L. disrupta Talbot, 1935
- L. divergens Gaede, 1915
- L. durbani Trimen, 1887
- L. exiguus Holland, 1890
- L. jacksoni Stempffer, 1967
- L. luna Druce, 1910
- L. magna Aurivillius, 1895
- L. niveus Druce, 1910
- L. obliquisigna Hulstaert, 1924
- L. rectifascia Hulstaert, 1924
- L. reutlingeri Holland, 1892